# Limes Sorabicus

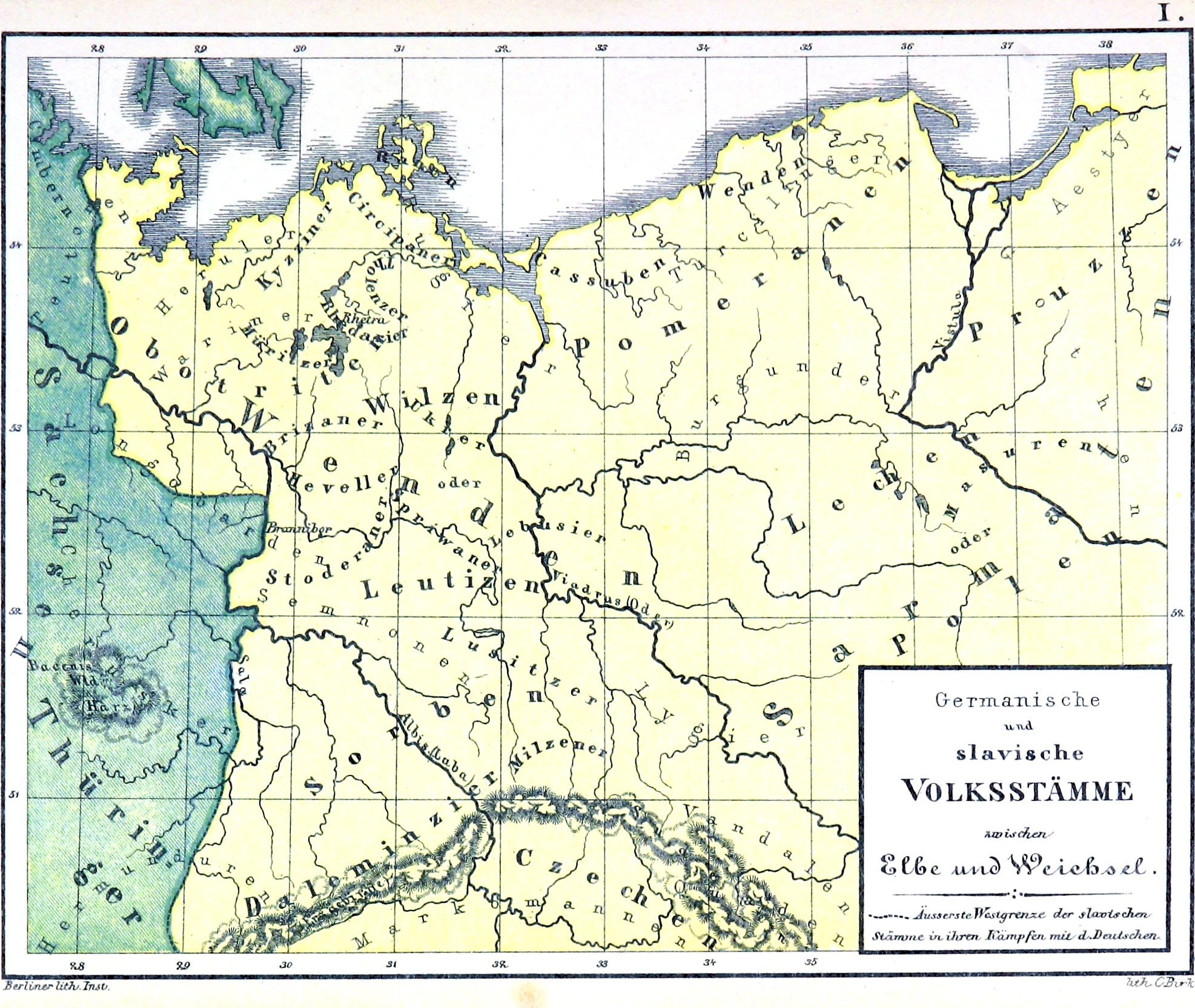
Tereny zamieszkane przez Słowian we wczesnym średniowieczu na niemieckiej mapie z XIX wieku – widoczny przebieg limesu.

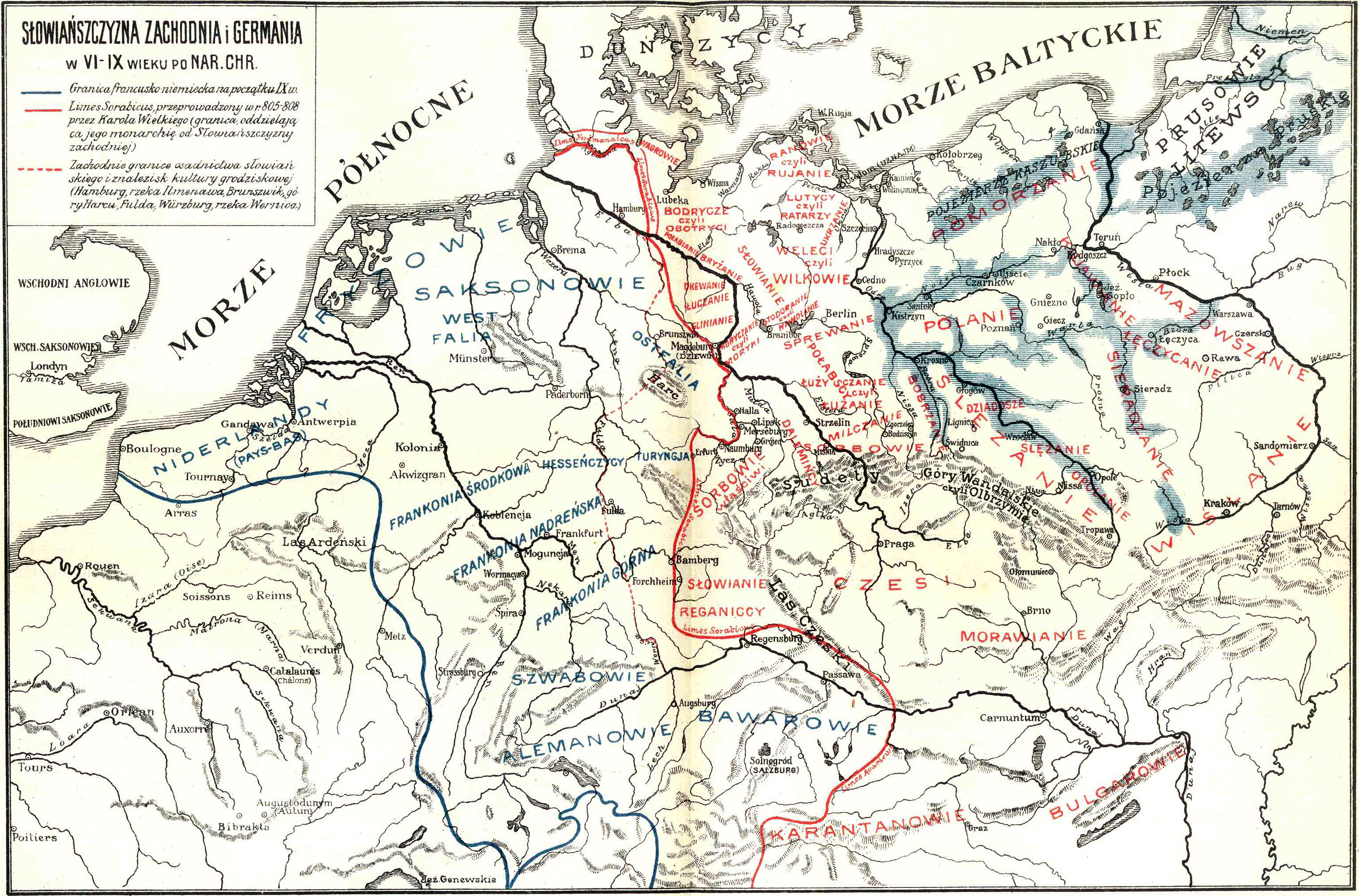
Limes Sorabicus na czerwono

Limes Sorabicus (niem. Sorbenmark, „granica łużycka”) – łacińska nazwa linii obronnej cesarstwa frankońskiego utworzonego przez Karola Wielkiego i używana kilkukrotnie przez roczniki frankońskie Karolingów – Annales Fuldenses w IX w. dla określenia marchii na pograniczu germańsko-słowiańskim na Soławie. Przedłużenie linii obronnej na północy stanowił Limes Saxoniae.

## Przebieg
Granica ta miała odgradzać Franków i podbitych przez nich Germanów od Słowian. Brała początek od Adriatyku, przechodziła w okolicy dzisiejszego Linzu brzegiem Dunaju do Ratyzbony, a stamtąd do Norymbergi. Od Norymbergi szła do Bambergu, Erfurtu, a dalej wzdłuż biegu Soławy, Halle, Magdeburga i Łaby, aż do jej ujścia między Hamburgiem i Lubeką, gdzie znajdował się Związek Wielecki.
Po podbiciu Serbołużyczan przez Sasów oraz utworzeniu na Łużycach granicznej Marchii Wschodniej na odcinku północnym pomiędzy Zatoką Kilońską a dolną Łabą granica nazywana była później jako Limes Saxoniae.

## Źródła
Fredegar, kronikarz frankijski żyjący w VII wieku, w swojej kronice Historia Francorum wspomina, że Serbowie żyjący nad Soławą graniczą z turyńską prowincją państwa Franków.
Granicę na Soławie (Saale) pomiędzy Słowianami a Turyngami wspominał m.in. kronikarz Einhard, który napisał w 830 roku: Salam fluvium, qui Thuringos et Sorabos dividit („Rzeka Soława, która rozdziela Turyngów i Serbów”).
Limes wspomniał także niemiecki historyk Adam z Bremy w kronice Gesta Hammaburgensis ecclesiae pontificum z XI wieku obejmującej lata 755–1072 gdzie zaznaczył, że limes ten miał być ustanowiony „przez Karola oraz innych cesarzy” (II,18).